# 佛得街10号

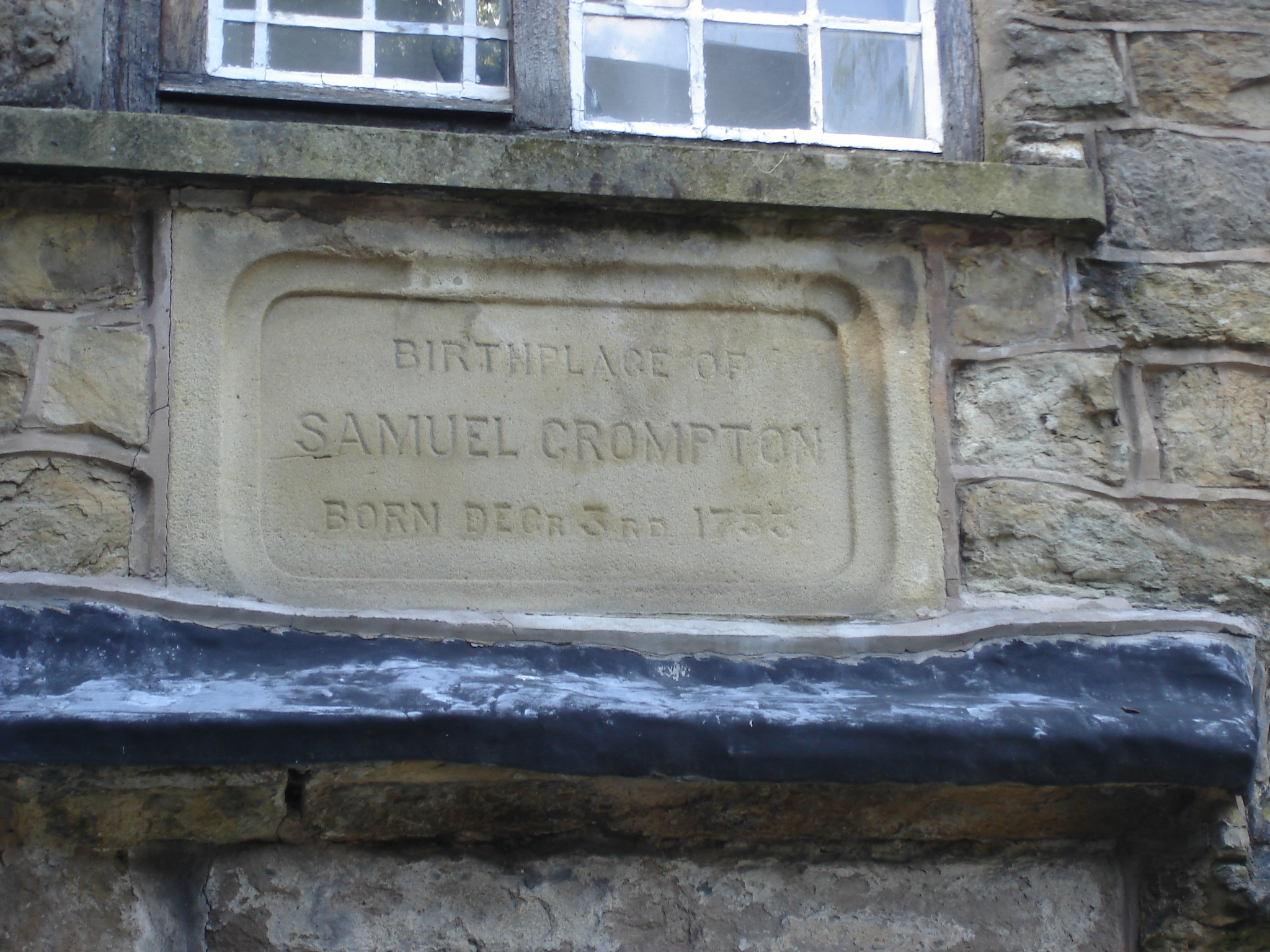
佛得街10号

佛得街10号（英语：10 Firwood Fold）位于英国大曼彻斯特郡的16世纪房屋（格網參考 SD73171109），是塞缪尔·克朗普顿的出生地。1753，它被选为I级登录建筑。